# 비야카스테이

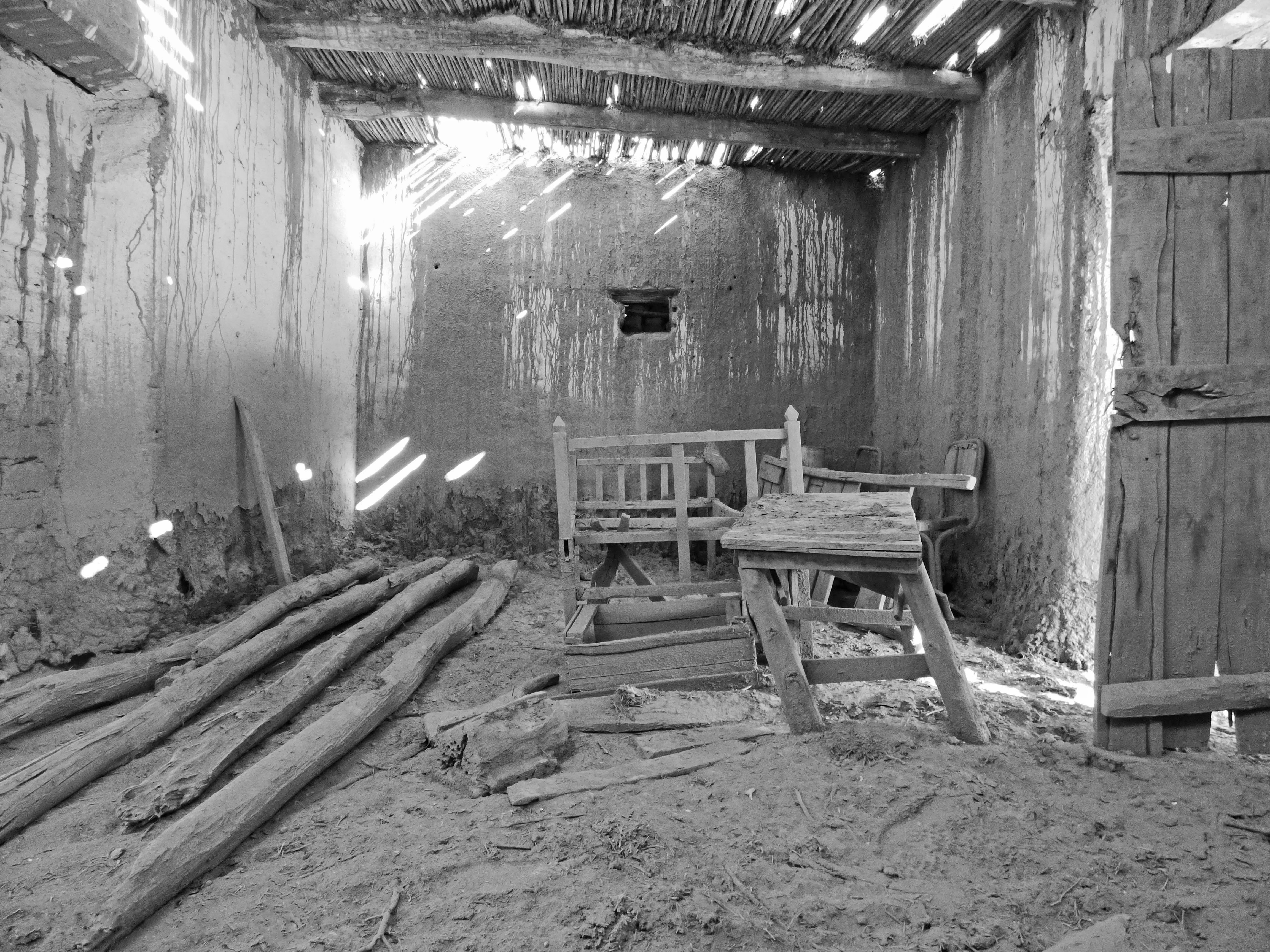

비야카스테이(Villa Castelli)는 아르헨티나 라리오하주 헤네랄라마드리드 군의 군청소재지이다. 2010년 기준으로 인구는 1,697명이다. 라리오하의 서쪽 약 140km, 화마티나 산맥의 산기슭에 위치하고 있으며, 부근에 비치나 강이 흐른다. 2015년 3월 헬리콥터끼리의 충돌 사고가 발생하여 프랑스 선수 3명을 포함한 10명이 사망했다.